# ديفيد بوكر
ديفيد بوكر (بالإنجليزية: David Booker)‏ هو نحات أسترالي، ولد في 1954.